# Grand Island (New York)
Grand Island è un comune (town) degli Stati Uniti d'America, situato nello stato di New York, nella contea di Erie.
Grand Island è anche un'isola localizzata nel fiume Niagara.